# Presence (casa discografica)
La Presence è stata una casa discografica italiana.

## Storia
La Presence venne fondata a Napoli nel 1969.
Tra i cantanti che incisero per la Presence i più noti sono sicuramente Mirna Doris, Tullio Pane, Mario Trevi  e Pino Mauro.
L'etichetta ha partecipato a molte manifestazioni musicali. Tra i vari generi pubblicati, oltre alla musica leggera vi fu soprattutto la musica napoletana.

## I dischi pubblicati
Tutte le informazioni riguardanti i dischi, compreso il numero di catalogo e la datazione provengono dai supporti fonografici dell'archivio della Discoteca di stato italiana.

### 33 giri
| Numero di catalogo | Anno | Interprete      | Titolo Album                                                 |
| ------------------ | ---- | --------------- | ------------------------------------------------------------ |
| ZSLPR 55894        | 1974 | Mario Trevi     | Mario Trevi                                                  |
| ZSLPR 55895        | 1974 | Gino Di Procida | Gino Di Procida                                              |
| ZSLPR 55900        | 1974 | Tullio Pane     | Città                                                        |
| ZSLPR 55901        | 1974 | Tullio Pane     | 'O sole mio                                                  |
| ZSLPR 55905        | 1974 | Angela Bini     | Angela Bini                                                  |
| ZSLPR 55907        | 1975 | Tony Raico      | Tony Raico                                                   |
| ZSLPR 55908        | 1975 | Gino Di Procida | Carosello napoletano Vol. 1                                  |
| ZSLPR 55911        | 1976 | Mario Trevi     | Mario Trevi recita le sue sceneggiate nel ruolo di 1º attore |
| ZSLPR 55912        | 1976 | AA.VV.          | Omaggio al maestro Cioffi                                    |

### 45 giri
| Numero di catalogo | Anno | Interprete                    | Titolo Album                                             |
| ------------------ | ---- | ----------------------------- | -------------------------------------------------------- |
| PLP 5001           | 1970 | Pino Mauro                    | 'A sfida/'A vendetta                                     |
| PLP 5002           | 1970 | Pino Mauro                    | Spusarizio carcerato/L'ultimo sacrilegio                 |
| PLP 5003           | 1970 | Nino Pucci                    | L'Onorevole E A Cammarera / Tribuna Politica (In Piazza) |
| PLP 5005           | 1970 | Gigi Rivelli                  | Forza Cagliari/.........                                 |
| PLP 5007           | 1970 | Pino Mauro                    | Dispietto pe' dispietto/'A festa                         |
| PLP 5008           | 1970 | Pina Iodice & Gino Di Procida | Dispietto pe' dispietto/Mettimoce d'accordo e po'        |
| PLP 5009           | 1970 | Tullio Pane                   | 'O sole mio/Acquarello napoletano                        |
| PLP 5010           | 1970 | Tullio Pane                   | Marechiaro/Napule e Surriento                            |
| PLP 5012           | 1970 | Tullio Pane                   | Core 'ngrato/Angelarò                                    |
| PLP 5013           | 1970 | Tullio Pane                   | Voce 'e notte/Pusilleco 'nsentimento                     |
| PLP 5014           | 1970 | Tullio Pane                   | Tu ca nun chiagne/Torna maggio                           |
| PLP 5015           | 1970 | Pino Mauro                    | Preghiera amara/Tore 'e criscienzo                       |
| PLP 5017           | 1970 | Pino Mauro                    | Appuntamento 'e 9/Per legittima difesa                   |
| PLP 5022           | 1971 | Compagnia Nino Pucci          | Tutto il calcio secondo per secondo/'A vaccinazione      |
| PLP 5024           | 1971 | Pino Mauro                    | Borsalino/Veleno                                         |
| PLP 5026           | 1971 | Pino Mauro                    | 'O fuorilegge/'A Lucianella                              |
| PLP 5027           | 1971 | Nino Soprano                  | Non piangere per me/Che Dio ti protegga                  |
| PLP 5030           | 1971 | Pino Mauro                    | 24 luglio/'O serpe                                       |
| PLP 5031           | 1971 | Mario Trevi                   | 24 luglio/Serenata ammartenata                           |
| PLP 5032           | 1971 | Mario & Pippo Santonastaso    | Vivò/'O maxi                                             |
| PLP 5037           | 1971 | Pino Mauro                    | Cuncierto pe 'nu 'nfame/Turmiento 'e carcerato           |
| PLP 5039           | 1971 | Rosetta Del Nilo              | Povera te/Riportami l'estate                             |
| PLP 5041           | 1971 | Iolanda Marcantoni            | Fallimento d'amore/Riportami l'estate                    |
| PLP 5045           | 1971 | Pino Mauro                    | 'O gangster/Ombra 'e gelusia                             |
| PLP 5046           | 1971 | Gino Polese                   | Guaglione 'e bar/'A sfilatrice                           |
| PLP 5051           | 1972 | Mario Trevi                   | Fierro 'e cancelle/Puceriale                             |
| PLP 5054           | 1972 | Mario Trevi                   | 'O tripulino/'O jucatore                                 |
| PLP 5056           | 1972 | Rosetta Del Nilo              | Friddo/'O quiz                                           |
| PLP 5061           | 1972 | Mario Trevi                   | 'A mano nera/'O craparo                                  |
| PLP 5062           | 1972 | Mario Trevi                   | Sartana/'O marisciallo                                   |
| PLP 5066           | 1972 | Mario Trevi                   | Tentazione/'A malapianta                                 |
| PLP 5067           | 1972 | Mario Trevi                   | 'O fedaino/L'opera 'e pupe                               |
| PLP 5071           | 1972 | Mario Trevi                   | 'A mala cumanna/Dateme 'o figlio mio                     |
| PLP 5074           | 1973 | Mario Trevi                   | Astringete a mme/'O killer 'nnammurato                   |
| PLP 5078           | 1973 | Mario Trevi                   | 'O fuggiasco/'A ballata d' 'a mala vita                  |
| PLP 5079           | 1973 | Mario Trevi                   | 'O marsigliese/'A Giulia                                 |
| PLP 5091           | 1973 | Gino Maringola                | 'O ciucciariello cu 'o scudetto/'O portoghese            |
| PLP 5092           | 1973 | Gloria Christian              | A qualcuno piace il liscio/Quella breve gioia            |
| PLP 5093           | 1973 | Mario Carusiello              | Serenata/Stella 'e varietà                               |
| PLP 5094           | 1973 | Mario Trevi                   | 'O cammurista/'E duje e l'Ave Maria                      |
| PLP 5095           | 1973 | Mario Trevi                   | Tre pacchetti 1000 lire/Asso 'e bastone                  |
| PLP 5096           | 1973 | Mario Trevi                   | 'O rre d'e magliare/Sparate brigadiè                     |
| PLP 5098           | 1973 | Mario Trevi                   | 'O presepio/Ave Maria                                    |
| PLP 5099           | 1973 | Quinta Stagione               | Balocchi e profumi/Sheyla                                |
| PLP 5102           | 1977 | Mario Trevi                   | 'O prufessore/Chi se mette paura                         |
| PLP 5103           | 1977 | Mario Trevi                   | 'A paggella/Attenti a quei due                           |
| PLP 5106           | 1973 | Mirna Doris                   | Te desidero/Alta società                                 |
| PLP 5107           | 1973 | Mirna Doris                   | Una calda estate/Malanotte                               |
| ZPR 50532          | 1975 | Mario Trevi                   | 'Nu telegramma/Provvidenza                               |
| ZPR 5052           | 1977 | Mario Trevi                   | Cella 17/'A taglia                                       |